# Crihan, Bacău
Crihan este un sat în comuna Măgura din județul Bacău, Moldova, România.